# Alan Quine
Alan Quine (né le 25 février 1993 à Belleville dans la province d'Ontario au Canada) est un joueur professionnel canadien de hockey sur glace. Il évolue au poste de centre.

## Biographie
Il a joué quatre saisons de 2009 à 2013 dans la Ligue de hockey de l'Ontario pour trois équipes différentes : les Frontenacs de Kingston, les Petes de Peterborough et les Bulls de Belleville. Initialement repêché par les Red Wings de Détroit en 2011, il ne parvient pas à s'entendre sur un contrat avec l'équipe et participe de nouveau au repêchage de la Ligue nationale de hockey en 2013 ; les Islanders de New York le sélectionnent en 166e position.
Fin septembre 2013, il signe un contrat de trois ans avec les Islanders et rejoint les Sound Tigers de Bridgeport, équipe affiliée aux Islanders dans la Ligue américaine de hockey. 
Vers la fin de la saison 2015-2016, il est rappelé par les Islanders et marque un but à son premier match dans la LNH le 9 avril contre les Sabres de Buffalo. Il joue également les séries éliminatoires de la Coupe Stanley avec les Islanders ; lors du cinquième match du premier tour de la série face aux Panthers de la Floride, il marque le but gagnant en deuxième période de prolongation et procure la victoire aux Islanders, les permettant de mener la série 3 matchs à 2.

## Statistiques

### En club
| Saison     | Équipe                      | Ligue      |                   | Saison régulière  | Saison régulière  | Saison régulière  | Saison régulière  | Saison régulière  |                   | Séries éliminatoires | Séries éliminatoires | Séries éliminatoires | Séries éliminatoires | Séries éliminatoires |
| Saison     | Équipe                      | Ligue      | PJ                | B                 | A                 | Pts               | Pun               | PJ                | B                 | A                    | Pts                  | Pun                  |                      |                      |
| 2008-2009  | Canadiens Jr. de Toronto    | LHJO       | 2                 | 1                 | 1                 | 2                 | 0                 | -                 | -                 | -                    | -                    | -                    |                      |                      |
| 2009-2010  | Frontenacs de Kingston      | LHO        | 64                | 11                | 17                | 28                | 8                 | 7                 | 1                 | 2                    | 3                    | 0                    |                      |                      |
| 2010-2011  | Frontenacs de Kingston      | LHO        | 17                | 4                 | 7                 | 11                | 2                 | -                 | -                 | -                    | -                    | -                    |                      |                      |
| 2010-2011  | Petes de Peterborough       | LHO        | 52                | 22                | 20                | 42                | 6                 | -                 | -                 | -                    | -                    | -                    |                      |                      |
| 2011-2012  | Petes de Peterborough       | LHO        | 65                | 30                | 40                | 70                | 21                | -                 | -                 | -                    | -                    | -                    |                      |                      |
| 2011-2012  | Griffins de Grand Rapids    | LAH        | 3                 | 0                 | 1                 | 1                 | 0                 | -                 | -                 | -                    | -                    | -                    |                      |                      |
| 2012-2013  | Petes de Peterborough       | LHO        | 26                | 9                 | 17                | 26                | 14                | -                 | -                 | -                    | -                    | -                    |                      |                      |
| 2012-2013  | Bulls de Belleville         | LHO        | 28                | 14                | 27                | 41                | 6                 | 17                | 8                 | 7                    | 15                   | 6                    |                      |                      |
| 2013-2014  | Sound Tigers de Bridgeport  | LAH        | 61                | 8                 | 19                | 27                | 23                | -                 | -                 | -                    | -                    | -                    |                      |                      |
| 2013-2014  | Thunder de Stockton         | ECHL       | 7                 | 2                 | 6                 | 8                 | 2                 | 8                 | 3                 | 1                    | 4                    | 0                    |                      |                      |
| 2014-2015  | Sound Tigers de Bridgeport  | LAH        | 75                | 23                | 38                | 61                | 34                | -                 | -                 | -                    | -                    | -                    |                      |                      |
| 2015-2016  | Sound Tigers de Bridgeport  | LAH        | 56                | 19                | 29                | 48                | 24                | -                 | -                 | -                    | -                    | -                    |                      |                      |
| 2015-2016  | Islanders de New York       | LNH        | 2                 | 1                 | 0                 | 1                 | 0                 | 10                | 1                 | 4                    | 5                    | 2                    |                      |                      |
| 2016-2017  | Islanders de New York       | LNH        | 61                | 5                 | 13                | 18                | 8                 | -                 | -                 | -                    | -                    | -                    |                      |                      |
| 2017-2018  | Sound Tigers de Bridgeport  | LAH        | 4                 | 1                 | 0                 | 1                 | 4                 | -                 | -                 | -                    | -                    | -                    |                      |                      |
| 2017-2018  | Islanders de New York       | LNH        | 21                | 0                 | 3                 | 3                 | 4                 | -                 | -                 | -                    | -                    | -                    |                      |                      |
| 2018-2019  | Heat de Stockton            | LAH        | 41                | 19                | 33                | 52                | 18                | -                 | -                 | -                    | -                    | -                    |                      |                      |
| 2018-2019  | Flames de Calgary           | LNH        | 13                | 3                 | 2                 | 5                 | 6                 | -                 | -                 | -                    | -                    | -                    |                      |                      |
| 2019-2020  | Flames de Calgary           | LNH        | 9                 | 1                 | 0                 | 1                 | 4                 | 3                 | 0                 | 1                    | 1                    | 0                    |                      |                      |
| 2019-2020  | Heat de Stockton            | LAH        | 38                | 14                | 32                | 46                | 14                | -                 | -                 | -                    | -                    | -                    |                      |                      |
| 2020-2021  | Condors de Bakersfield      | LAH        | 7                 | 0                 | 3                 | 3                 | 2                 | -                 | -                 | -                    | -                    | -                    |                      |                      |
| 2021-2022  | Silver Knights de Henderson | LAH        | 39                | 6                 | 22                | 28                | 8                 | 2                 | 0                 | 1                    | 1                    | 0                    |                      |                      |
| 2022-2023  | Reign d'Ontario             | LAH        | 64                | 8                 | 19                | 27                | 23                | 2                 | 0                 | 0                    | 0                    | 0                    |                      |                      |
| 2023-2024  | Malmö Redhawks              | SHL        | Saison en cours ? | Saison en cours ? | Saison en cours ? | Saison en cours ? | Saison en cours ? | Saison en cours ? | Saison en cours ? | Saison en cours ?    | Saison en cours ?    | Saison en cours ?    |                      |                      |
| Totaux LNH | Totaux LNH                  | Totaux LNH | 106               | 10                | 18                | 28                | 22                | 13                | 1                 | 5                    | 6                    | 2                    |                      |                      |

### En équipe nationale
| Année | Compétition                  |   | PJ | B | A | Pts | Pun           |  | Résultat |
| 2010  | Mémorial Ivan Hlinka         | 5 | 1  | 2 | 3 | 0   | Médaille d'or |  |          |
| 2011  | Championnat du monde -18 ans | 7 | 1  | 6 | 7 | 6   | 4e place      |  |          |

## Trophées et honneurs personnels
- 2015-2016 : participe au Match des étoiles de la LAH.